# 箕子朝鲜
箕子朝鲜（韓語：기자조선）是一个关于古朝鲜建国的传说。根据《史记》、《尚书大传》、《汉书》等史书的说法，是在公元前11世紀到前2世紀期間由商朝宗室箕子及中原地区移民在朝鲜半岛与当地原住民一起建立的一个国家。但是也有学者认为该国原为箕氏侯国，在辽西的喀左县一带，与孤竹国相邻；在战国时代为燕国将领秦开所败，其国君被迫率百姓遁入朝鲜半岛。
虽然箕子被朝鲜半岛历代王朝的慕华者所推崇，但目前箕子朝鲜已被朝韩主流所否定，有人甚至认为箕子朝鲜是汉四郡时期的汉人或是后世慕华者编造出来的:17:26-28。1993年10月，朝鲜民主主义人民共和国在挖掘研究檀君陵后，宣称檀君是真实存在的历史人物而非神话，并将其正式列为朝鲜历史上首个国家古朝鲜的开国始祖。2007年2月，韩国亦开始将檀君朝鲜作为历史上的首个朝代写入历史教科书。也有學者認為：朝韓學者對這兩者的不同態度，可能都受到民族主義的影響，而不僅是純學術的研討。

## 史料记述
“朝鲜”一词最早见于中国古籍《山海经》〈海内经〉：“东海之内，北海之隅，有国名朝鲜”。根据《尚书大传·卷二》记载：“武王释箕子之囚，箕子不忍周之释，走之朝鲜。武王闻之，因以朝鲜封之箕子。”《尚书大传》还记载：“西方者何也？鲜方也。”
周武王灭商之后，把被纣王囚禁的大臣箕子（又名胥餘，子姓）从监狱中释放。箕子不愿臣服于周朝，率商朝遗民出走东方的“朝鲜”。周武王听说之后，便以“朝鲜”之地封之，成为朝鲜侯。
在之后的《史记》、《漢書》中也記載了箕子出走朝鲜的事件。箕子教朝鮮人民礼儀、耕织农耕及养蚕，还带入了大量青铜器。受商朝文化的教化下，還定下“相杀以当时偿杀；相伤以穀偿；相盗者男没入为其家奴，女子为婢，欲自赎者，人五十万。”的法律条文（出自《乐浪朝鲜民犯禁八条》），大大地改善了朝鮮人民的生活。
《汉书·地理志》记载有“犯禁八条”的三条：
1. “相杀，以当时偿杀”。
2. “相伤，以穀偿”。
3. “相盗者男没入为其家奴，女子为婢，欲自赎者，人五十万。”。

中国史料中还记载着朝鲜后来称王，被燕国将领秦开侵略而丧失了两千多里土地，从此一蹶不振的事件。《三国志·魏志·东夷传》注引《魏略》中记载：“昔箕子之后朝鲜侯，自称为王，后子孙稍骄虐，燕乃遣将秦开，攻其西方，取地两千余里，至满番汗为界，朝鲜遂弱”。
《史记·朝鲜列传》以及《后汉书》记载了箕子朝鲜被衛滿朝鮮篡夺的历史事件：西漢初年，燕王盧綰背叛漢朝，逃往匈奴。其臣衛滿亦一同出走，並帶同千餘人進入朝鮮。朝鮮王箕準信任衛滿，让他守卫西部边疆。但卫满却发兵篡位，占据了箕子朝鲜都城王險城，箕準率領殘部数千人泛海逃往马韩，破之，自立为韩王。
《史记》卷一百一十五朝鲜列传第五十五“集解”引张晏云：“朝鲜有湿水、洌水、汕水，三水合为洌水，疑乐浪朝鲜取名于此也。”索隐云：“朝音潮，直骄反，鲜音仙。以有汕水，故名也。汕一音讪。”中国古籍《山海经·海内经》曰：“东海之内，北海之隅，有国名朝鲜”。

## 对箕子朝鲜的考证
昔日东亚文化圈曾长期认为箕子朝鲜在朝鲜半岛境内。《舊唐書》卷199上便记载后世的高句丽“頗有箕子之遺風”，“其俗多淫祀，事靈星神、日神、可汗神、箕子神”。显然是把高句丽当作了箕子朝鲜的传承国。
韩国古代学者们普遍认为箕子将先进文明从中国传入朝鲜半岛，“我国教化礼仪自箕子始”，对他推崇备至。然而，根据《旧唐书·东夷传》的记载，辽东之地，周朝时期为箕子之国，汉朝时期为玄菟郡。而《隋书·裴矩传》则记载，高丽之地原为孤竹国，周朝以其地封箕子，汉朝分为三个郡，晋朝亦统治辽东。这几段箕子朝鲜在辽东的历史记载曾让朝鲜王朝时期的学者产生很大的困惑。
一部分考古发现表明被认为是箕子封地的朝鲜（今辽东、北朝鲜）琵琶型的铜剑在外形和金属成分上与同期中国其他地区的类似武器有所不同，但礼器、生活器具则大体相当。
有一种观点认为箕子朝鲜的疆界是随着时间推移而变动的，起初与孤竹国一同处于辽西地区，有辽西出土的殷晚期青铜器中，方鼎内底中心有铭文“亚侯”为佐证。后来由于燕国的强大而退居辽东和北朝鲜。 箕子朝鲜后被卫满朝鲜所灭(未代國君逃至馬韓)。汉武帝后又灭了卫满朝鲜。

## 歷代君王
根据朝鲜王朝时期的《盎葉記》和《东史年表》等，箕子朝鲜的历代国王如下。李德懋写下《盎葉記》时指出，这张君主列表“雖甚荒誕，而姑記之，以備竹書、路史之異聞焉。”

## 箕子朝鲜存在的真实性争议
在帝制时代，朝鲜半岛统治者一直十分推崇箕子，认为箕子将文明带入了朝鲜。不过进入20世纪初期，箕子朝鲜存在的真实性受到朝鲜学者的广泛质疑。而箕子朝鲜的存在始终得不到任何考古学的证明，因此国际学术界普遍怀疑箕子朝鲜的存在。
《論語》微子第十八中记载箕子与微子、比干合称「殷有三仁」，《今本竹書紀年》殷紀中记载纣王五十一年“冬十一月戊子，周師渡孟津而還。王囚箕子，殺王子比干，微子出奔。”但记载箕子的这两本古书并没有提及箕子从中国迁徙到朝鲜或者箕子建立朝鲜的描述。
1908年，申采浩发表《读史新论》一文，可谓开此说之先驱。申采浩是一位朝鲜纯血主义者，他认为朝鲜民族是檀君的后裔，与箕子没有任何关系。箕子逃到朝鲜后，被夫餘国王降为附庸，仅仅给予他一小块领地以生存。此后，崔南善和李丙燾二人也发现，先秦史料与之后中韩史料中的矛盾。
1945年，日本投降以后，朝鲜半岛分为北方的朝鲜民主主义人民共和国和南方的大韩民国。两韩的官方观点不约而同地认为箕子朝鲜是伪史，是西汉为了合理吞并朝鲜半岛而凭空捏造出来的故事。朝鲜官方的历史书籍都没有将箕子朝鲜列在朝鲜历史年表之中。金日成也认为箕子入朝鲜是西汉“为了借口侵略古朝鲜”而“凭空捏造”出来的事件，“把朝鲜民族看成箕子的后裔是对具有五千年悠久历史的我们民族的侮辱。”金日成更是在1959年下令拆毁了平壤的箕子陵，而根据朝鲜官方的说法，在箕子陵中没有尸骨，也没有任何文物。1973年，韩国考古学家金貞培宣称，在朝鲜半岛境内没有发现过任何先秦时期的青铜器。
韩国历史学家尹乃铉在其所著的《韩国古代史新论》中承認箕子朝鲜的存在，并认为箕子来源于中国中原。
对于箕子、卫满迁居并占据朝鲜，以及準王（箕準）占据马韩的记载，在日韩国史学家金两基认为：
三韩的领域和国境后世记载非常模糊和粗略，国境并非互不可干涉的界线，而是一个缓冲地带。根据《三国志·魏书东夷传·辰韩条》中便记载昔日不堪秦朝徭役的大量中国人逃到辰韩，辰韩王割让东方国境地带的土地给他们居住，说明了这一点。此流民居住之地自然产生了有实力者。具有王和君长的经历，所以参加了权力斗争，自然成为了支配者。因此卫满篡夺準王的地位没有什么奇怪的。
与朝鲜半岛学者相对的是，有许多中国学者认为箕子朝鲜是实际存在的，認為檀君朝鮮是韓民族主義为了“强调国史”而「杜撰」的。
根据《旧唐书·东夷传》的记载，辽东之地，周朝时期为箕子之国，汉朝时期为玄菟郡。而《隋书·裴矩传》则记载，高丽之地原为孤竹国，周朝以其地封箕子，汉朝分为三个郡，晋朝亦统治辽东。这几段箕子朝鲜在辽东的历史记载曾让朝鲜王朝时期的学者产生很大的困惑。
根據箕子朝鮮的傳說，王國維與顧頡剛認為商人可能起源自今中國東北地區，後受到傅斯年在〈夷夏東西說〉中支持。
1955年，辽西地区凌源县海岛营子村村民唐永兴、张怀仁等发掘出16件商周时期的青铜器，现藏于辽宁博物馆。这批青铜器的特征与同时期中原的青铜器类似，而此时的东北地区没有达到铸造此类青铜器的水平，说明了商朝人曾经移居到辽西一带。1973年春，考古学家在辽宁省喀喇沁左翼蒙古族自治县北洞村发掘出刻有“侯”名字的青铜器方鼎，即为“箕”，商朝甲骨文卜辞中有“侯、王其”，而该方鼎与安阳出土的“父己”方鼎形制相近，证实是商末周初的方鼎。同年，又在同一个县发现了六件青铜器，其中一件铜罍（酒器）上有“父丁、孤竹、亚微”的铭文，表明该铜罍是孤竹国国君亚微为父丁铸造的。箕侯和孤竹国君的青铜器同时期出现在辽西地区，印证了“箕子朝鲜原为孤竹国”的说法。
但中国学者张哲俊则认为，箕子及其后人一直居住在辽西的说法恐怕也不一定正确，因为箕子朝鲜的最后一代国君準王定都于王险城（可能即是今天的平壤）。可能箕子朝鲜受到中原诸侯国的侵略，被迫向东迁徙，来到朝鲜半岛，后来又被卫满朝鲜驱逐到朝鲜半岛的最南端。